# سد گچیتکوی
سد گچیتکوی (به لاتین: Geçitköy Dam) یک سد در قبرس است که در لاپیتوس واقع شده‌است.